# Aujon
Der Aujon ist ein Fluss in Frankreich, der in der Region Grand Est verläuft. Er entspringt auf Plateau von Langres, im Gemeindegebiet von Perrogney-les-Fontaines, entwässert generell in nordwestlicher Richtung und mündet nach rund 68 Kilometern im Gemeindegebiet von Longchamp-sur-Aujon, knapp nördlich von Clairvaux, als rechter Nebenfluss in die Aube.
Auf seinem Weg durchquert der Aujon die Départements Haute-Marne und Aube.

## Orte am Fluss
- Rochetaillée
- Giey-sur-Aujon
- Arc-en-Barrois
- Cour-l’Évêque
- Châteauvillain
- Maranville
- Longchamp-sur-Aujon